# تئودوتوس
تئودوتوس (درگذشتهٔ ۴۳ یا ۴۲ پیش از میلاد) معلم خصوصی بطلمیوس سیزدهم، پادشاه مصر، بود. او به پادشاه جوان علوم و فنون بلاغت را آموزش می‌داد. او یکی از سه عضو شورای سلطنتی بود که پس از مرگ بطلمیوس دوازدهم، ادارهٔ امور کشور را به نیابت از بطلمیوس سیزدهم بر عهده گرفتند. بطلمیوس سیزدهم که به طور مشترک با خواهرش، کلئوپاترا، فرمانروایان مصر محسوب می‌شدند هنوز به سن قانونی نرسیده بود و برای ادارهٔ امور نیاز به شورای سلطنت داشت. قدرتمندترن عضو شورای سلطنت خواجه‌ای بود به نام پوتینوس که مقام وزارت را بر عهده داشت؛ بعد از او آچیلاس بود که فرماندهی کل قوا را در دست داشت و در نهایت تئودوتوس بود که از نظر قدرت در مرتبهٔ سوم قرار می‌گرفت.